# Industriezentrum Niederösterreich Süd
Das Industriezentrum Niederösterreich Süd (kurz: IZ NÖ-Süd) ist mit rund 280 ha das größte Gewerbegebiet Österreichs. Es umfasst vorwiegend das Gelände der ehemaligen Flugmotorenwerke Ostmark auf den Gemeindegebieten von Wiener Neudorf, Biedermannsdorf, Guntramsdorf und Laxenburg. Das IZ NÖ-Süd ist neben der Shopping City Süd einer der größten Wirtschaftsstandorte im Wiener Südraum und befindet sich wie diese im Bezirk Mödling.

## Lage
Die Industriezone liegt etwa 18 Kilometer südlich vom Zentrum Wiens, 7 Kilometer südlich der Stadtgrenze. Sie umfasst ein Areal von um die 3 Quadratkilometer (auf 2 × 2 km) zwischen A2 Süd Autobahn im Osten, B11 Mödlinger Straße im Norden, B17 Wiener Neustädter Straße im Westen und Neu-Guntramsdorf, einem Ortsteil der Gemeinde Guntramsdorf und der Anschlussstelle IZ NÖ Süd der A2 im Süden.
Nachbarortslagen
| Mödling (Gem.)                       | Wiener Neudorf (Gem.)                       | Biedermannsdorf (Gem.) |
|                                      | Kompassrose, die auf Nachbargemeinden zeigt | Laxenburg (Gem.)       |
| Neu-Guntramsdorf (Gem. Guntramsdorf) |                                             |                        |

## Geschichte
Im Jahr 1941 erwarb die Flugmotorenwerke Ostmark GesmbH 200 Hektar Grund im Süden der seinerzeitigen Großgemeinde Groß-Wien (24. Bezirk Mödling, 1938–54), einschließlich eines Teilstückes des Wiener Neustädter Kanals zur Errichtung eines Flugmotorenwerkes. Auf dem Gelände des Werks wurde auch eine Außenstelle des KZ Mauthausen eingerichtet, die KZ-Häftlinge mussten in dem Rüstungsbetrieb arbeiten. In den letzten Kriegsmonaten erlitt die Anlage schwere Bombenschäden. Nach Kriegsende gingen Betrieb und Gelände 1945 als „Deutsches Eigentum“ in den Besitz der sowjetischen Verwaltungsorganisation USIA über, von der die noch brauchbaren Teile demontiert und der Rest gesprengt wurde. Nach dem Staatsvertrag wurde das Gelände 1959 von der Republik Österreich übernommen, und in die Verwaltung des Landes Niederösterreich übertragen. Das Land Niederösterreich liquidierte die Flugmotorengesellschaft nach der Abfindung von Gläubigern und erwarb die Gesellschaftsanteile, bereits in der Absicht, ein Industriezentrum zu gründen.
Die Gründung der Industriezentrum NÖ Süd Gesellschaft mbH (IZ NÖ-Süd) erfolgte 1962, als erster Betrieb siedelte sich die Firma Isovolta an. Der offizielle Spatenstich erfolgte jedoch erst 1968. 1972 wurde die Niederösterreichische Raumordnungs-, Betriebsansiedlungs- und Strukturverbesserungsgesellschaft (NÖRBS) vom Land gegründet. Sie fusioniert 1982 mit der Iz Nö Süd G.m.b.H zur Eco Plus Betriebsansiedlung und Wirtschaftsförderung in Niederösterreich Gesellschaft mbH (ecoplus) und übernahm die Verwaltung des Gewerbeparks.

## Bedeutung und Infrastruktur
2025 waren auf dem Gelände etwa 380 nationale und internationale Unternehmen mit ca. über 11.360 Mitarbeitenden und einige namhafte Firmenzentralen ansässig. Der Standort verfügt über ein eigenes Postamt, Zollamt, Anschlussbahn/Frachtenbahnhof, zwei Autobahnabfahrten, Wegeleitsystem, ein Parkhaus exklusiv für angesiedelte Unternehmen, seit 2013 auch über ein eigenes Hotel und diverse gastronomische Einrichtungen. Jeder fünfte Arbeitsplatz des Bezirks Mödling befindet sich im IZ NÖ-Süd. Im Oktober 2004 wurde der Izibizi Kids Corner, eine Kinderbetreuungsstätte für Beschäftigte des Industriezentrums, eröffnet. Seit 4. Mai 2016 ist dieser in ein modernes Kinderbetreuungsgebäude übersiedelt.
Der Industriepark (Wirtschaftspark) ist fast vollständig mit biogener Fernwärme, welche im Biomasseheizkraftwerk Mödling und einem 2016 erbauten EVN-Biomasseheizwerk direkt im IZ NÖ-Süd erzeugt wird, aufgeschlossen. Die meisten Betriebe nutzen diese Versorgungsmöglichkeit. Daneben gibt es ebenso ein Erdgasleitungssystem.

### Verwaltung
Verantwortlich für die Errichtung und Verwaltung der diversen Mietobjekte (Büroräumlichkeiten, Lager) ist ecoplus. Unternehmen können dabei entweder auf das bereits vorhandene Immobilienangebot zurückgreifen oder sich beim Bau individueller Mietobjekte unterstützen lassen. Bisher beläuft sich die Anzahl individueller Mietobjekte im IZ NÖ-Süd auf 76.

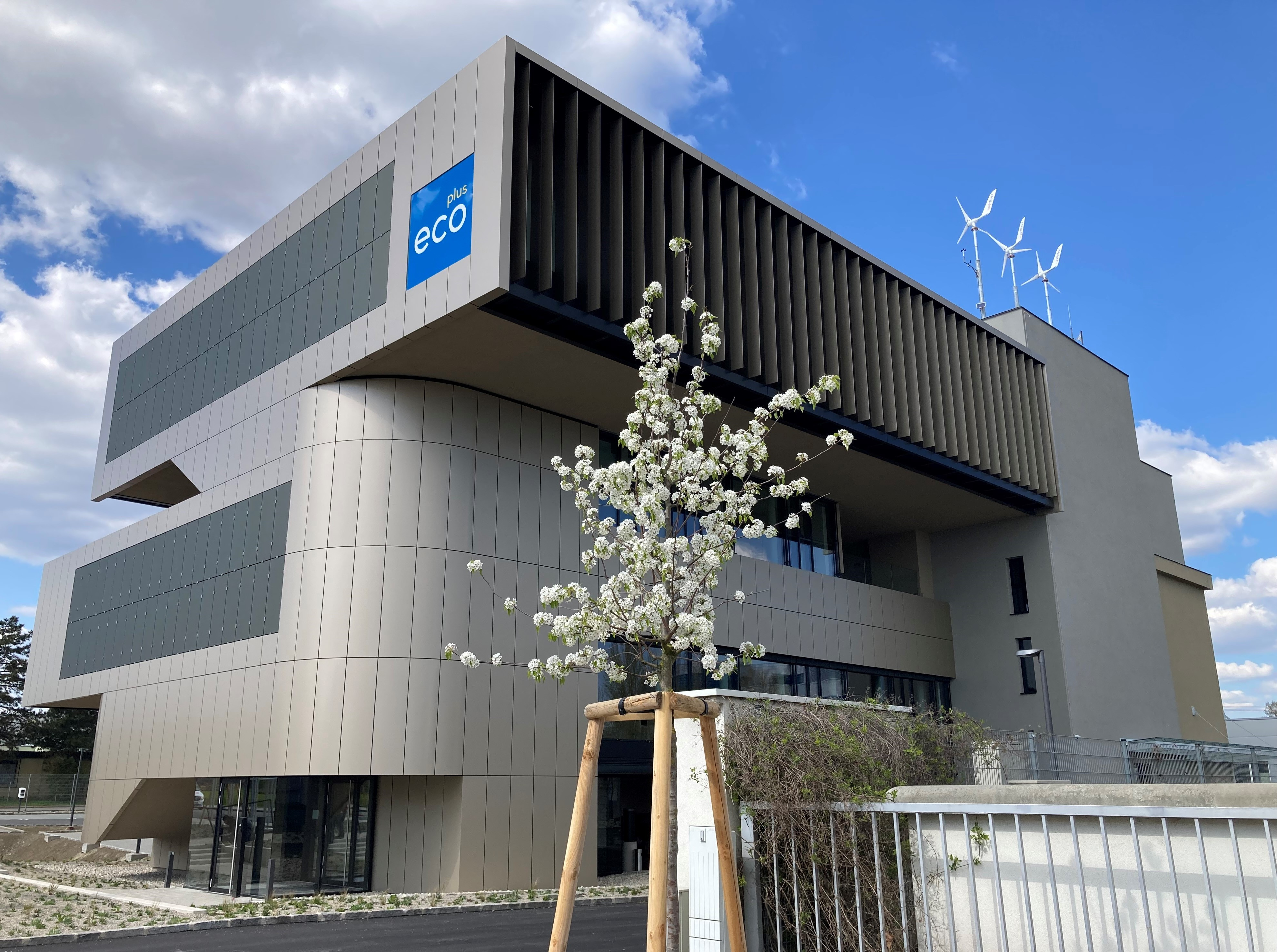
ecoplus Büro und ecoforum Veranstaltungsraum im IZ NÖ-Süd

### Erreichbarkeit
Das Gewerbegebiet grenzt direkt an die Süd Autobahn (A2) mit den Auf- und Abfahrten Wiener Neudorf (km/Exit 9) am Nordostrand und IZ NÖ-Süd (km 11) am Südostrand, wobei letztere Ende 2008 errichtet wurde um das Kapazitätsproblem zu entschärfen. Farbleitsystemerklärungen sind im gesamten Areal des IZ NÖ-Süd vorhanden. An der Abfahrt Wiener Neudorf besteht außerdem Anschluss an die B 11. Mit öffentlichen Verkehrsmitteln ist das Gewerbegebiet durch die Lokalbahn Wien–Baden (Badner Bahn) und zahlreiche Buslinien (z. B. Bus 219, 263, 301, 303, 309) in Richtung Mödling und Wien erschlossen.
Schienenanschluss für den Güterverkehr besteht durch zwei Anschlussbahnen: Einerseits der Aspangbahn (Kledering – Traiskirchen – Sollenau) der ÖBB mit Anschluss zum Bahnhof Guntramsdorf-Kaiserau, sowie andererseits der Badner Bahn (abzweigend nächst der Haltestelle Neu Guntramsdorf).

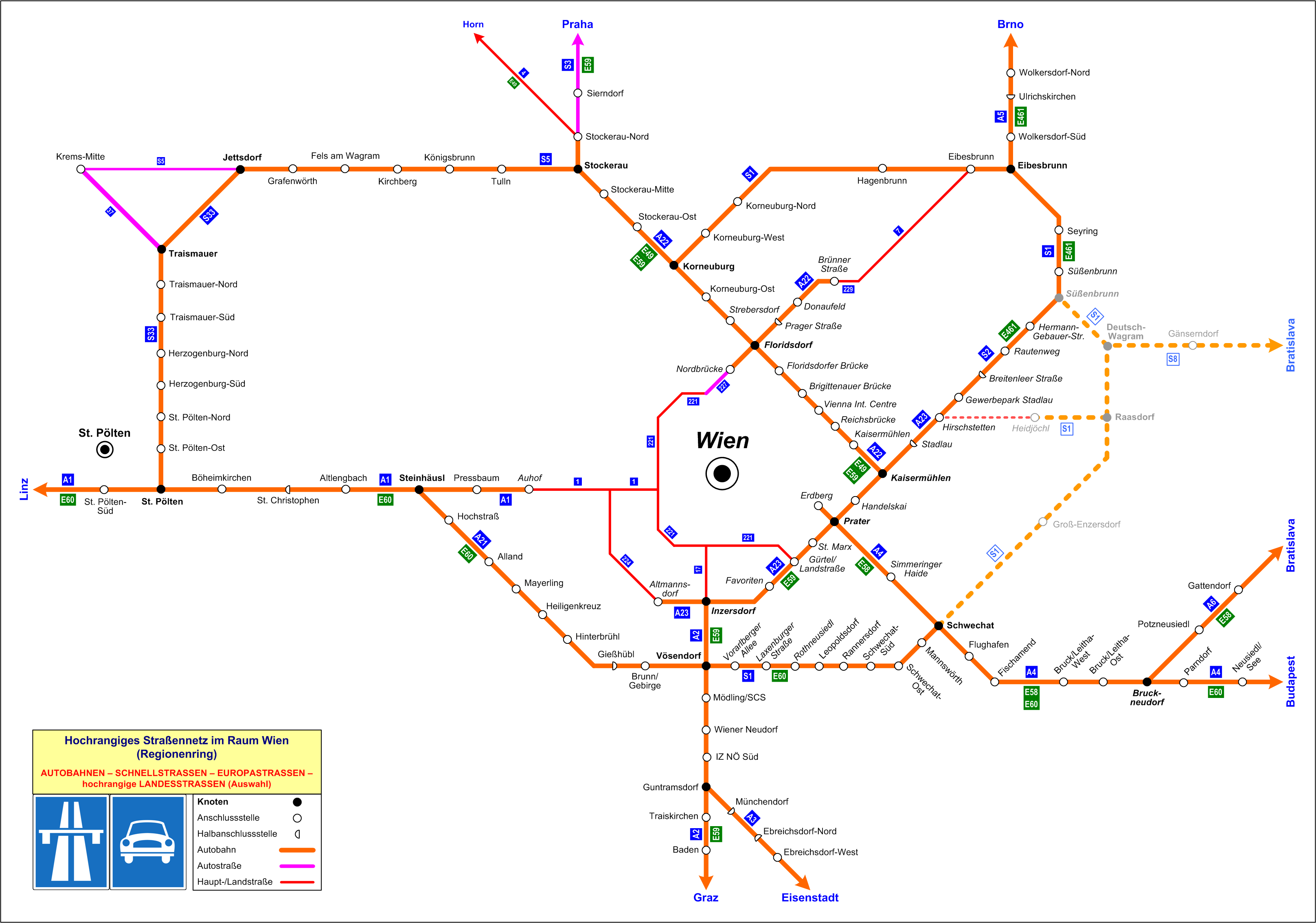
Lage am Regionenring (unten)
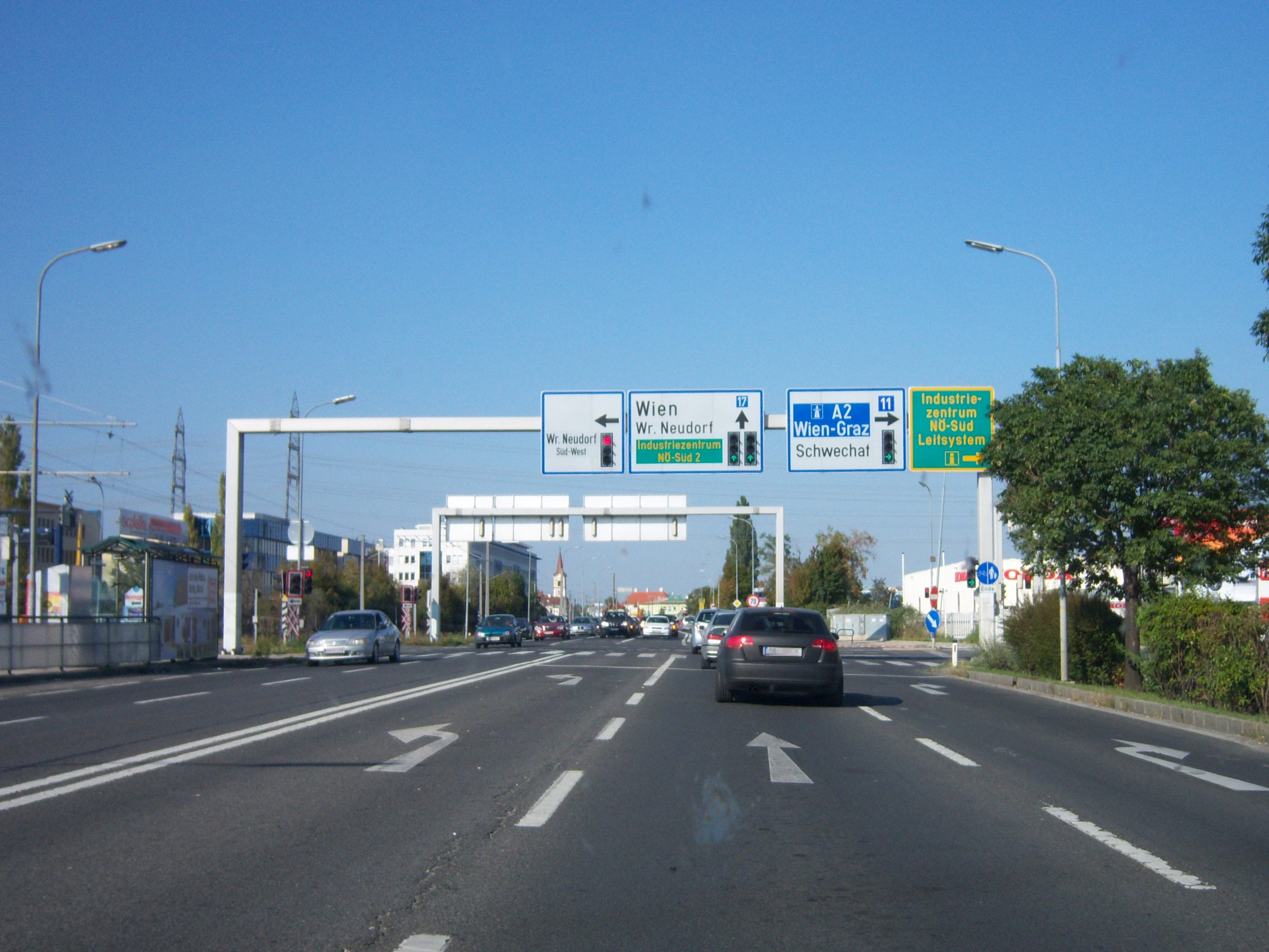
B17 beim Industriezentrum
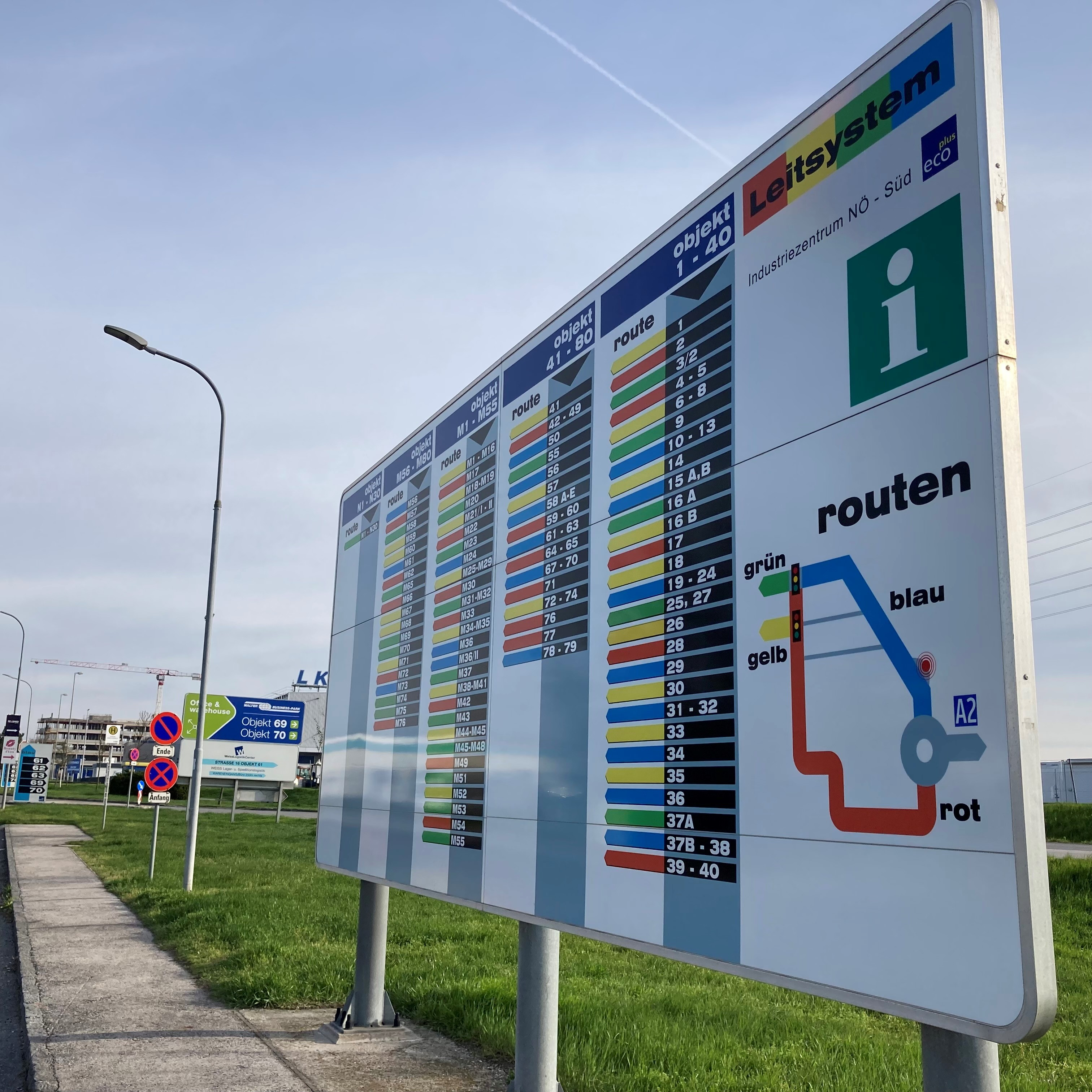
Informationsschild

### Niederlassungen
Wichtige Unternehmen sind (Stand Mai 2025):
| - Akras Flavours GmbH - ALUKÖNIGSTAHL GmbH - Bauhaus (Baumarkt) - B & B Hotel Wiener Neudorf - BIPA Parfümerien GmbH - BP Austria - Bott Austria GmbH - Carrier Transicold Austria GmbH - Castolin Gesellschaft m.b.H. - Containex - Cramo GmbH & Co. KG - CWS-Hygiene Österreich GmbH - De'Longhi-Kenwood GmbH - e-compact GmbH - ecoplus. Niederösterreichs Wirtschaftsagentur GmbH - ElectronicPartner Austria GmbH - EvoBus Austria GmbH | - F. Berger Industriemaschinen Service - FORSTINGER Handel und Service GmbH - Frachtmeister - Gebrüder Becker Austria GmbH - Georg Pappas Automobil AG - Hansgrohe Handelsges.m.b.H. - Heidi Chocolat AG Niemetz Schwedenbomben - HELIOVIS AG - Hirschbeck & Plank GmbH - HKL Baumaschinen Austria GmbH - Honda Austria GmbH - Hornbach Österreich - igm Robotersysteme - INKU Jordan GmbH & Co KG - IPC Verpackungen GmbH - Isovolta - Ja! Natürlich Naturprodukte GmbH - Johann Weiss GmbH - Konica Minolta | - LEIFHEIT AG Niederlassung Österreich - Linde Fördertechnik - LKW WALTER-Gruppe - McDonald’s - Norgren Ges.m.b.H. - Paul Hartmann Verbandstoffe - Pipelife Austria GmbH & CO.KG - POLYGON Austria Service GmbH - Porsche Wr. Neudorf - Rewe International Zentrale - riz up Gründeragentur | - Rudolf Ölz - SEGAFREDO Zanetti Austria GmbH - Selecta Betriebsverpflegungsgesellschaft m.b.H. - SICK GmbH - Sika Österreich GmbH - STILL Gesellschaft m.b.H. - WEGENSTEIN Gesellschaft m.b.H. - WEIDMÜLLER GmbH - W. Wienerl Feuerlöschtechnik Handels Gesm.b.H. - Zaruba - Zeppelin Rental Österreich GmbH & Co. KG |

## Belege
1. 1 2 3 4 5  Die Österreichische Karte und die Datenbank Geonam des BEV führen Industriezentrum-NÖ-Süd, das Ortsverzeichnis der Statistik Austria Industriezentrum NÖ-Süd (mit nur einem Bindestrich).
2. ↑  Landmark Wiener Neudorf: Neues Business-Hotel im IZ NÖ-Süd eröffnet. 7. Juli 2023, abgerufen am 3. Januar 2024.
3. 1 2  ecoplus Wirtschaftspark IZ NÖ-Süd. ecoplus. Niederösterreichs Wirtschaftsagentur GmbH, abgerufen am 27. Mai 2025.
4. ↑  Celectric Austria verlegte Firmenzentrale nach Niederösterreich (Memento vom 4. März 2016 im Internet Archive), Landespresse vom 4. November 2011, abgerufen am 2. Dezember 2014.
5. ↑  IZIBIZI kids corner. In: https.//www.ecoplus.at/izibizi. ecoplus. Niederösterreichs Wirtschaftsagentur GmbH, abgerufen am 27. Mai 2025.
6. ↑  Kindergarten zum Wohlfühlen in Mein Bezirk abgerufen am 12. Mai 2016.
7. ↑  Naturwärme für Guntramsdorf – EVN errichtet in der Klimabündnisgemeinde ein Biomasse-Heizwerk. In: Nön.at. 23. November 2015, abgerufen am 14. September 2021.
8. ↑  Angesiedelte Unternehmen – Firmenliste IZ NÖ-Süd. ecoplus. Niederösterreichs Wirtschaftsagentur GmbH, 27. Mai 2025, abgerufen am 27. Mai 2025.
9. ↑  Angesiedelte Unternehmen – Firmenliste nach Objektnummer. In: https://www.ecoplus.at/wp.iz. ecoplus. Niederösterreichs Wirtschaftsagentur GmbH, 27. Mai 2025, abgerufen am 27. Mai 2025.

Katastralgemeinde und Ortschaft:
Wiener Neudorf
Marktort:
Wiener Neudorf |
Siedlung:
Mitterfeld-Siedlung |
Sonstige Ortslagen:
Industriezentrum NÖ-Süd •
Shopping City Süd • 
Sportplatz Südstadt
Zählsprengel:
Wiener Neudorf-Nordwest |
Wiener Neudorf-Nord |
Wiener Neudorf-Mitte |
Wiener Neudorf-Südwest |
Wiener Neudorf-Südost |
Wohnanl.Reisenbauerring |
Wohnanl.Hauptstr.-Linkeg. |
Wohngebiet Brauhausstr.
Katastralgemeinde und Ortschaft:
Biedermannsdorf
Marktort:Biedermannsdorf |
Sonstige Ortslage:
Industriezentrum NÖ-Süd
Zählsprengel:
Biedermannsdorf-Zentrum |
Wohnanl.Parkstr-Buchenweg |
Biedermannsdorf-Umgebung
Katastralgemeinde und Ortschaft:
Guntramsdorf
Marktort:
Guntramsdorf |
Siedlungen:
Blumensiedlung •
Neu-Guntramsdorf |
Sonstige Ortslage:
Industriezentrum NÖ-Süd
Zählsprengel:
Guntramsdorf-Zentrum |
Guntramsdorf-West |
Guntramsdorf-Süd und Ost |
Neu-Guntramsdorf |
Guntramsdorf-Nord
Katastralgemeinde und Ortschaft:
Laxenburg
Marktort:
Laxenburg |
Sonstige Ortslagen:
Franzensburg •
Industriezentrum NÖ-Süd •
Schloss Laxenburg
Zählsprengel:
Laxenburg-Zentrum |
Laxenburg-Umgebung